# Университет Пердью
Университет Пердью (англ. Purdue University) — государственный исследовательский университет в США, расположенный в городе Уэст-Лафейетт, штат Индиана, главный из шести кампусов Системы университетов Пёрдью. Университет неизменно входит в списки самых престижных высших учебных заведений. В университете обучаются студенты из 49 штатов США и 122 стран мира.

## История

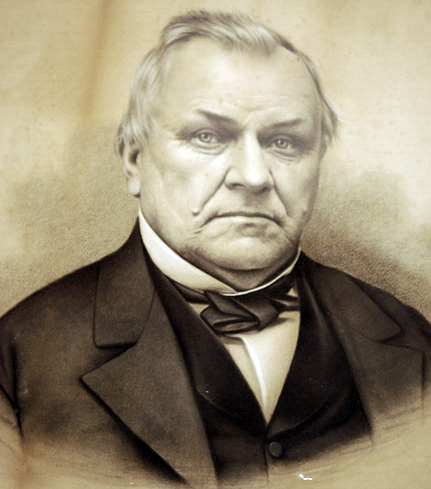
Джон Пёрдью (основатель)

Основан 6 мая 1869 года, когда Генеральная Ассамблея штата Индиана приняла в дар землю и деньги от лафейеттского бизнесмена Джона Пёрдью (англ. John Purdue) на создание колледжа науки, технологии и сельского хозяйства, названного в его честь. Первые занятия были проведены 16 сентября 1874 года, в то время колледж состоял из трёх зданий, в которых преподавали 6 педагогов и учились 39 студентов.
Сегодня университет второй по числу студентов в штате Индиана, и второй по числу иностранных студентов в стране, что является результатом агрессивной политики рекрутинга студентов из-за рубежа, преимущественно из стран Латинской Америки и Азии.

## Международное признание
Университет внёс большой вклад в историю авиации США, а программы в отрасли авиационной промышленности остаются одними из лучших и самых конкурентоспособных в мире. Университет Пердью ввёл кре́диты для оценки лётной подготовки, внедрил четырёхлетнюю программу подготовки бакалавра в области авиации, и обзавёлся собственным аэропортом (англ. Purdue University Airport). В середине XX века, авиационные программы университета охватывают передовые космические технологии. 22 выпускника стали астронавтами, в их числе Вирджил Гриссом (один из семи членов первого отряда астронавтов США), Нил Армстронг (первый человек, ступивший на Луну) и Юджин Сернан (последний на сегодня человек, ходивший по Луне).
В 2014 году университет Пердью занял 38 строчку в Академическом рейтинге лучших университетов США, и 119 позицию в рейтинге лучших вузов США по версии Forbes.

## Кампусы

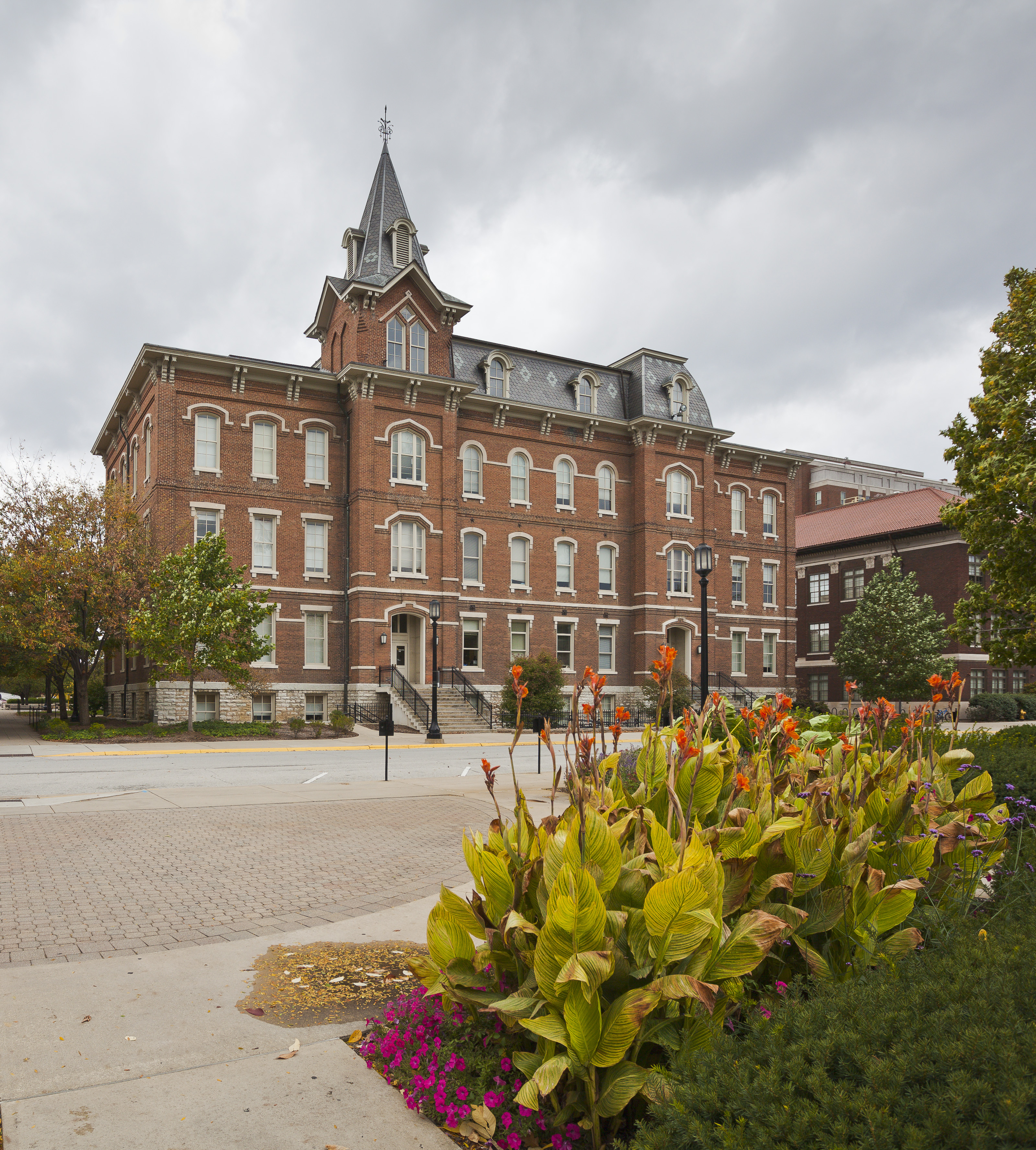
Здание университета

Университет Пердью имеет пять региональных кампусов:
- университет Пердью в Индианаполисе (IUPUI[англ.]),
- университет Пердью в Форт-Уэйне (IPFW[англ.]),
- университет Пердью в Колумбусе (IUPUC[англ.]),
- университет Пердью Северный Центральный в Уэствилле,
- университет Пердью-Калумет в Хаммонде.

В дополнение к академическим программам, предлагаемым в кампусах Пердью, технологический колледж предлагает учебные программы в ряде других мест в штате Индиана, таких как: Андерсон, Гринсберг, Кокомо, Лафайетт, Манси, Нью-Олбани, Ричмонд, Саут-Бенд, Элкхарт.

## Известные выпускники
- Ян Мёрдок, основатель проекта Debian.
- Ральф Фаудри, профессор, специалист в области комбинаторики и теории графов.
- 23 астронавта, в том числе: Нил Армстронг[5], Вирджил Гриссом, Юджин Сернан.
- Нобелевские лауреаты: Эдвард Парселл, Бен Моттельсон, Акира Судзуки.
- Роберт Бёрнер, геолог и геофизик.
- Амелия Эрхарт, первая женщина-пилот, перелетевшая Атлантический океан.
- Мариам Камара, женщина-архитектор Нигера.
- Вильсон Кокалари, инженер албанского происхождения, участник космической программы Апполон.